# 布萊克萬礦業
布萊克萬礦業有限公司，簡稱布萊克萬礦業，前身為「華南投資控股有限公司」（英語：BROCKMAN MINING LIMITED，港交所：0159、ASX：BCK），在2002年1月1日於百慕達註冊成立，也是同年9月16日，從已結業的華南集團有限公司換取上市。現時主要業務在中國內地礦業、旅遊巴士等。
總部位於香港上環干諾道中168-200號信德中心西座28樓2805室、Barringtons Your Business Advisors Barrington House 283 Rokeby Road SUBIACO WA 600，以及 Clarendon House 2 Church Street Hamilton HM11 Bermuda。現時主席為桂四海。在2011年1月7日於澳大利亞交易所主板上市，原因是由於收購勃克蒙礦業有限公司和FerrAus Limited兩家企業通過，至於招股價為0.2澳元，配售股份為10,000,000股，集資額為2,000,000澳元。

## 連結
- wnintl.com